# 1423
Il 1423 (MCDXXIII in numeri romani) è un anno  del XV secolo.

## Eventi
- Inizio delle Guerre di Lombardia tra Milano e Venezia.
- 7 maggio - Inizia la guerra dell'Aquila tra Braccio da Montone e la città abruzzese.
- 31 luglio - Battaglia di Cravant: Nel corso della Guerra dei cent'anni, le truppe inglesi sconfiggono quelle francesi.
- Federico II ottiene il Principato di Sassonia.
- Venezia entra in possesso della grande città di Tessalonica (l'attuale Salonicco), la seconda dell'Impero bizantino, già da un anno sotto assedio da parte dei Turchi.
- Il basileus Manuele II Paleologo abdica e due anni dopo gli succede Giovanni VIII Paleologo.

## Nati
- 4 aprile - Giovanni II di Nassau-Saarbrücken, sovrano tedesco († 1472)
- 18 maggio - Katherine Percy, nobile inglese († 1475)
- 30 maggio - Georg von Peuerbach, astronomo e matematico austriaco († 1461)
- 2 giugno - Ferdinando I di Napoli, sovrano italiano († 1494)
- 15 giugno - Gabriele Sforza, arcivescovo cattolico italiano († 1457)
- 3 luglio - Luigi XI di Francia, re francese († 1483)
- 6 luglio - Antonio Manetti, umanista, architetto e matematico italiano († 1497)
- Adolfo II di Nassau, arcivescovo cattolico tedesco († 1475)
- Pierre d'Aubusson, cardinale francese († 1503)
- Demetrio Calcondila, umanista greco († 1511)
- Ausias Despuig, cardinale e arcivescovo cattolico spagnolo († 1483)
- Elena di Kleve, principessa tedesca († 1471)
- Ichijō Norifusa, militare giapponese († 1480)
- Fernando Martins, religioso e medico portoghese
- Murata Jukō, monaco buddista giapponese († 1502)
- Mattia Palmerio, umanista, filologo e storico italiano († 1483)
- Jacopo de' Pazzi, politico italiano († 1478)
- Jacopo Piccinino, condottiero italiano († 1465)
- Pietro di Hagenbach, cavaliere medievale francese († 1474)
- Francesco Secco, condottiero italiano († 1496)
- Giacomo Trotti, nobile, diplomatico e ambasciatore italiano († 1495)
- Raffaello della Rovere, italiano († 1477)
- Uzun Hasan, sovrano turkmeno († 1478)

## Morti
- 18 gennaio - Enrico X di Slesia, nobile polacco (n. 1388)
- 25 gennaio - Giorgio Ordelaffi, italiano
- 3 aprile - Ludovico Fieschi, cardinale italiano
- 4 aprile - Tommaso Mocenigo, politico, diplomatico e militare italiano (n. 1343)
- 23 maggio - Antipapa Benedetto XIII, cardinale spagnolo (n. 1328)
- 23 giugno - Margherita Datini, italiana (n. 1360)
- 25 giugno - Rinaldo di Jülich-Geldern, duca (n. 1365)
- 2 agosto - Sulaiman Shah I di Kedah, sultano malese
- 21 settembre - Matteo II Moncada, nobile, politico e militare italiano
- 26 settembre - Rengarda Malatesta, contessa italiana
- 25 ottobre - Galeotto III Malatesta, condottiero italiano
- 15 dicembre - Michael Küchmeister von Sternberg, nobile tedesco (n. 1370)
- Alberto V di Meclemburgo-Schwerin, nobile (n. 1397)
- Giovanni Bozzuto, funzionario, militare e ambasciatore italiano
- Malacarne, nobile e condottiero italiano
- Costanza Chiaramonte, sovrana italiana
- Lorenzo Onofrio Colonna, conte dei Marsi, nobile e condottiero italiano (n. 1356)
- Rosso Marin, politico e diplomatico italiano
- Donald McDonald, Signore delle Isole, nobile e militare scozzese
- Küçük Mustafa, principe ottomano (n. 1408)
- Tommasino da Baiso, intagliatore, scultore e intarsiatore italiano
- Anselm Turmeda, scrittore spagnolo (n. 1355)
- Richard Whittington, politico e mercante inglese
- Pietro d'Argellata, chirurgo e anatomista italiano
- Lodovico da Barbiano, condottiero italiano
- Bernardo Cabrera, nobile, politico e militare spagnolo (n. 1350)

## Calendario
| Calendario 1423 | Calendario 1423 | Calendario 1423 | Calendario 1423 | Calendario 1423 | Calendario 1423 | Calendario 1423 | Calendario 1423 | Calendario 1423 | Calendario 1423 | Calendario 1423 | Calendario 1423 | Calendario 1423 | Calendario 1423 | Calendario 1423 | Calendario 1423 | Calendario 1423 | Calendario 1423 | Calendario 1423 | Calendario 1423 | Calendario 1423 | Calendario 1423 | Calendario 1423 | Calendario 1423 | Calendario 1423 | Calendario 1423 | Calendario 1423 | Calendario 1423 | Calendario 1423 | Calendario 1423 | Calendario 1423 | Calendario 1423 | Calendario 1423 |
| --------------- | --------------- | --------------- | --------------- | --------------- | --------------- | --------------- | --------------- | --------------- | --------------- | --------------- | --------------- | --------------- | --------------- | --------------- | --------------- | --------------- | --------------- | --------------- | --------------- | --------------- | --------------- | --------------- | --------------- | --------------- | --------------- | --------------- | --------------- | --------------- | --------------- | --------------- | --------------- | --------------- |
|                 | 1               | 2               | 3               | 4               | 5               | 6               | 7               | 8               | 9               | 10              | 11              | 12              | 13              | 14              | 15              | 16              | 17              | 18              | 19              | 20              | 21              | 22              | 23              | 24              | 25              | 26              | 27              | 28              | 29              | 30              | 31              |                 |
| Gennaio         | Ve              | Sa              | Do              | Lu              | Ma              | Me              | Gi              | Ve              | Sa              | Do              | Lu              | Ma              | Me              | Gi              | Ve              | Sa              | Do              | Lu              | Ma              | Me              | Gi              | Ve              | Sa              | Do              | Lu              | Ma              | Me              | Gi              | Ve              | Sa              | Do              |                 |
| Febbraio        | Lu              | Ma              | Me              | Gi              | Ve              | Sa              | Do              | Lu              | Ma              | Me              | Gi              | Ve              | Sa              | Do              | Lu              | Ma              | Me              | Gi              | Ve              | Sa              | Do              | Lu              | Ma              | Me              | Gi              | Ve              | Sa              | Do              |                 |                 |                 |                 |
| Marzo           | Lu              | Ma              | Me              | Gi              | Ve              | Sa              | Do              | Lu              | Ma              | Me              | Gi              | Ve              | Sa              | Do              | Lu              | Ma              | Me              | Gi              | Ve              | Sa              | Do              | Lu              | Ma              | Me              | Gi              | Ve              | Sa              | Do              | Lu              | Ma              | Me              |                 |
| Aprile          | Gi              | Ve              | Sa              | Do              | Lu              | Ma              | Me              | Gi              | Ve              | Sa              | Do              | Lu              | Ma              | Me              | Gi              | Ve              | Sa              | Do              | Lu              | Ma              | Me              | Gi              | Ve              | Sa              | Do              | Lu              | Ma              | Me              | Gi              | Ve              |                 |                 |
| Maggio          | Sa              | Do              | Lu              | Ma              | Me              | Gi              | Ve              | Sa              | Do              | Lu              | Ma              | Me              | Gi              | Ve              | Sa              | Do              | Lu              | Ma              | Me              | Gi              | Ve              | Sa              | Do              | Lu              | Ma              | Me              | Gi              | Ve              | Sa              | Do              | Lu              |                 |
| Giugno          | Ma              | Me              | Gi              | Ve              | Sa              | Do              | Lu              | Ma              | Me              | Gi              | Ve              | Sa              | Do              | Lu              | Ma              | Me              | Gi              | Ve              | Sa              | Do              | Lu              | Ma              | Me              | Gi              | Ve              | Sa              | Do              | Lu              | Ma              | Me              |                 |                 |
| Luglio          | Gi              | Ve              | Sa              | Do              | Lu              | Ma              | Me              | Gi              | Ve              | Sa              | Do              | Lu              | Ma              | Me              | Gi              | Ve              | Sa              | Do              | Lu              | Ma              | Me              | Gi              | Ve              | Sa              | Do              | Lu              | Ma              | Me              | Gi              | Ve              | Sa              |                 |
| Agosto          | Do              | Lu              | Ma              | Me              | Gi              | Ve              | Sa              | Do              | Lu              | Ma              | Me              | Gi              | Ve              | Sa              | Do              | Lu              | Ma              | Me              | Gi              | Ve              | Sa              | Do              | Lu              | Ma              | Me              | Gi              | Ve              | Sa              | Do              | Lu              | Ma              |                 |
| Settembre       | Me              | Gi              | Ve              | Sa              | Do              | Lu              | Ma              | Me              | Gi              | Ve              | Sa              | Do              | Lu              | Ma              | Me              | Gi              | Ve              | Sa              | Do              | Lu              | Ma              | Me              | Gi              | Ve              | Sa              | Do              | Lu              | Ma              | Me              | Gi              |                 |                 |
| Ottobre         | Ve              | Sa              | Do              | Lu              | Ma              | Me              | Gi              | Ve              | Sa              | Do              | Lu              | Ma              | Me              | Gi              | Ve              | Sa              | Do              | Lu              | Ma              | Me              | Gi              | Ve              | Sa              | Do              | Lu              | Ma              | Me              | Gi              | Ve              | Sa              | Do              |                 |
| Novembre        | Lu              | Ma              | Me              | Gi              | Ve              | Sa              | Do              | Lu              | Ma              | Me              | Gi              | Ve              | Sa              | Do              | Lu              | Ma              | Me              | Gi              | Ve              | Sa              | Do              | Lu              | Ma              | Me              | Gi              | Ve              | Sa              | Do              | Lu              | Ma              |                 |                 |
| Dicembre        | Me              | Gi              | Ve              | Sa              | Do              | Lu              | Ma              | Me              | Gi              | Ve              | Sa              | Do              | Lu              | Ma              | Me              | Gi              | Ve              | Sa              | Do              | Lu              | Ma              | Me              | Gi              | Ve              | Sa              | Do              | Lu              | Ma              | Me              | Gi              | Ve              |                 |